# Chris Duhon
Chris Nicholas Duhon (ur. 31 sierpnia 1982 w Mamou) – amerykański koszykarz, występujący na pozycji rozgrywającego, obecnie asystent trenera w drużynie akademickiej Illinois State Redbirds.
W 2000 wystąpił w meczu wschodzących gwiazd - Nike Hoop Summit oraz McDonald’s All-American.

## NCAA
Duhon dostał się na uczelnię Duke po tym jak świetnie grał w szkole średniej Salmen w stanie Luizjana. W sezonie debiutanckim pełnił rolę rezerwowego. Był zmiennikiem dla Jaya Williamsa. Kontuzja Carlosa Boozera wymusiła na trenerze Mike'u Krzyzewskim zmiany w pierwszej piątce. Williams został przesunięty na pozycję rzucającego obrońcy, a Duhon zajął miejsce rozgrywającego. W takim zestawieniu drużyna Duke wygrała mistrzostwo NCAA, pokonując w finale zespół Arizony. Duhon w całym sezonie rozegrał 39 spotkań, zdobywając średnio 7,2 punktu i rozdając co mecz 4,5 asysty.
Drugi sezon rozpoczął w pierwszej piątce obok Williamsa. W NCAA zasłynął jako świetny obrońca. Notował średnio na mecz 2,3 przechwytu i 5,9 asysty. W kolejnych latach też był jednym z najważniejszych zawodników swojej uczelni. W trzecim roku gry dostał się do najlepszej 10 podających w całej NCAA. Karierę uniwersytecką zakończył z rekordami uczelni pod względem przechwytów (300) i minut (4813). Zajmuje też drugie miejsce pod względem asyst (819).

## NBA

### Chicago Bulls (2004–2008)
Duhon został wybrany w drafcie 2004 roku przez Chicago Bulls z 38. numerem. W debiutanckim sezonie zagrał we wszystkich 82 meczach, zdobywając 5,9 punktu i 4,9 asysty na mecz. Najlepszy mecz zagrał przeciwko Atlanta Hawks. Trafił wtedy 8 z 9 rzutów za trzy punkty, zdobywając łącznie 24 punkty.
Z każdym sezonem jego rola w zespole malała. Po oddaniu Bena Wallace’a i Joe Smitha do Cleveland Cavaliers w zamian za Larry’ego Hughesa i Drew Goodena stracił rolę pierwszego rezerwowego. 7 lutego 2008 zdobył rekordowe w karierze 34 punkty przeciwko Golden State Warriors. Po sezonie został wolnym agentem.

### New York Knicks (2008–2010)
4 lipca 2008 roku Duhon zaakceptował dwuletni kontrakt z New York Knicks. Dzięki niemu zarobił 12 milionów dolarów. W Knicks miał zastąpić Stephona Marbury, którego kontrakt został wykupiony przez klub. Pod względem indywidualnym był to jego najlepszy sezon w karierze. Duhon zdobywał średnio 11,1 punktu na mecz i rozdawał 7,2 asysty. Korzystał bardzo na systemie ataku, który wprowadził do Knicks nowy trener Mike D’Antoni. 29 listopada 2008 ustanowił rekord klubu, notując 22 asysty w jednym meczu przeciwko Golden State Warriors.

### Orlando Magic (2010–2012)
8 lipca 2010 podpisał 4-letni kontrakt z Orlando Magic. Tam był zmiennikiem Jameera Nelsona, przez co liczba jego minut spadła. Jego zdobycze na poziomie 2,5 punktu i 2,3 asysty były najgorsze w karierze. W sezonie 2011-12 nieco się poprawił, podnosząc je do 3,8 punktu i 2,4 asysty.

### Los Angeles Lakers (2012–2013)
10 sierpnia 2012 przeszedł w ramach wymiany do Los Angeles Lakers. 29 czerwca 2013 został zwolniony przez Lakers.

## Statystyki

### NCAA
Na podstawie Sports-Reference.com (ang.)
| Sezon   | Drużyna | M   | S5 | MPG  | FG%   | 3P%   | FT%   | RPG | APG | SPG | BPG | PPG  |
| ------- | ------- | --- | -- | ---- | ----- | ----- | ----- | --- | --- | --- | --- | ---- |
| 2000/01 | Duke    | 39  | –  | 27,8 | 42,4% | 36,1% | 65,0% | 3,2 | 4,5 | 2,0 | 0,0 | 7,2  |
| 2001/02 | Duke    | 35  | –  | 35,1 | 41,0% | 34,0% | 71,1% | 3,1 | 5,9 | 2,3 | 0,1 | 8,9  |
| 2002/03 | Duke    | 33  | –  | 36,0 | 38,6% | 27,3% | 68,8% | 3,2 | 6,4 | 1,9 | 0,2 | 9,2  |
| 2003/04 | Duke    | 37  | –  | 35,4 | 44,8% | 30,2% | 72,2% | 4,1 | 6,1 | 2,2 | 0,2 | 10,0 |
| Razem   |         | 144 | –  | 33,4 | 41,8% | 32,1% | 69,3% | 3,4 | 5,7 | 2,1 | 0,1 | 8,8  |

### NBA
Na podstawie Basketball-Reference.com (ang.)

#### Sezon regularny
| Sezon   | Drużyna     | M   | S5  | MPG  | FG%   | 3P%   | FT%   | RPG | APG | SPG | BPG | PPG  |
| ------- | ----------- | --- | --- | ---- | ----- | ----- | ----- | --- | --- | --- | --- | ---- |
| 2004/05 | Chicago     | 82  | 73  | 26,5 | 35,2% | 35,5% | 73,1% | 2,6 | 4,9 | 1,0 | 0,0 | 5,9  |
| 2005/06 | Chicago     | 74  | 38  | 29,1 | 40,0% | 36,0% | 81,8% | 3,0 | 5,0 | 0,9 | 0,0 | 8,7  |
| 2006/07 | Chicago     | 78  | 30  | 24,4 | 40,8% | 35,9% | 75,2% | 2,2 | 4,0 | 0,9 | 0,1 | 7,2  |
| 2007/08 | Chicago     | 66  | 18  | 22,6 | 38,7% | 34,8% | 81,3% | 1,8 | 4,0 | 0,7 | 0,0 | 5,8  |
| 2008/09 | New York    | 79  | 78  | 36,8 | 42,1% | 39,1% | 85,6% | 3,1 | 7,2 | 0,9 | 0,1 | 11,1 |
| 2009/10 | New York    | 67  | 59  | 30,9 | 37,3% | 34,9% | 71,6% | 2,7 | 5,6 | 0,9 | 0,0 | 7,4  |
| 2010/11 | Orlando     | 51  | 5   | 15,2 | 38,0% | 25,0% | 56,0% | 1,0 | 2,3 | 0,3 | 0,0 | 2,5  |
| 2011/12 | Orlando     | 63  | 9   | 19,5 | 41,9% | 42,0% | 81,0% | 1,6 | 2,4 | 0,6 | 0,1 | 3,8  |
| 2012/13 | L.A. Lakers | 46  | 9   | 17,8 | 38,2% | 36,3% | 46,2% | 1,5 | 2,9 | 0,4 | 0,0 | 2,9  |
| Razem   |             | 606 | 319 | 25,6 | 39,3% | 36,3% | 78,4% | 2,3 | 4,4 | 0,8 | 0,1 | 6,5  |

#### Play-offy
| Sezon | Drużyna     | M  | S5 | MPG  | FG%   | 3P%   | FT%    | RPG | APG | SPG | BPG | PPG |
| ----- | ----------- | -- | -- | ---- | ----- | ----- | ------ | --- | --- | --- | --- | --- |
| 2005  | Chicago     | 6  | 5  | 26,5 | 29,7% | 27,3% | 81,8%  | 4,3 | 3,5 | 0,3 | 0,0 | 6,2 |
| 2006  | Chicago     | 6  | 0  | 21,8 | 36,0% | 43,8% | 83,3%  | 2,7 | 2,2 | 0,3 | 0,0 | 5,0 |
| 2007  | Chicago     | 9  | 0  | 19,1 | 29,0% | 31,6% | 80,0%  | 1,8 | 2,3 | 0,3 | 0,1 | 3,6 |
| 2011  | Orlando     | 1  | 0  | 4,0  | 50,0% | 50,0% | 100,0% | 0,0 | 0,0 | 0,0 | 0,0 | 5,0 |
| 2012  | Orlando     | 5  | 0  | 12,2 | 20,0% | 33,3% | 0,0%   | 1,4 | 1,8 | 1,0 | 0,2 | 0,6 |
| 2013  | L.A. Lakers | 2  | 0  | 34,0 | 36,4% | 37,5% | –      | 1,5 | 3,5 | 1,0 | 0,5 | 5,5 |
| Razem |             | 29 | 5  | 20,5 | 31,5% | 34,3% | 77,4%  | 2,3 | 2,4 | 0,5 | 0,1 | 4,1 |